# Paper (Svala Björgvinsdóttir)
Paper è un singolo della cantante islandese Svala Björgvinsdóttir, pubblicato nel 2017.

## Il brano
La canzone è stata scritta da Svala Björgvinsdóttir, Einar Egilsson, Lester Mendez e Lily Elise.
L'11 marzo 2017 è stata annunciata la partecipazione di Slava all'Eurovision Song Contest 2017 in programma per il mese di maggio a Kiev (Ucraina), in rappresentanza dell'Islanda con il brano Paper.

## Tracce
- Download digitale

1. Paper – 3:00